# Ghofrane Haddaoui
Ghofrane Haddaoui (... – 17 ottobre 2004) è stata una giovane ragazza francese di origine tunisina che il 17 ottobre 2004 a Marsiglia è stata assassinata a colpi di pietre.

## Biografia
Nata in una famiglia numerosa aveva eseguito solo lavori umili.
Il corpo privo di vita della ragazza, allora ventitreenne venne trovato in un terreno abbandonato vicino ad un centro commerciale il 19 ottobre 2004. Questo omicidio ha scosso l'opinione pubblica inducendo dibattiti e discussioni tra Islam e laicità francese. Agli inizi delle indagini fu ipotizzato che si trattasse di una lapidazione, in seguito fu appurato che i motivi erano inerenti a questioni personali della vittima.
L'autopsia rivelò l'efferatezza dell'omicidio (30 colpi al cranio). Tre settimane dopo l'esecuzione ci fu un primo arresto. Una marcia si tenne in memoria della ragazza a novembre a Marsiglia.